# Aérodrome de Labasa
L'aérodrome de Labasa (code IATA : LBS • code OACI : NFNL) est un aéroport desservant Labasa, une ville située dans la province de Macuata, dans la partie nord-est de l'île de Vanua Levu , dans les îles Fidji.

## Situation
| Cicia Gau Koro Labasa Lakeba Levuka Malolo Mana Matei Moala Nadi Suva Rotuma Savusavu Vanuabalavu Vunisea Yasawa |

## Compagnies aériennes et destinations
| Compagnies                       | Destinations       |
| -------------------------------- | ------------------ |
| Fiji Airways opéré par Fiji Link | Nadi, Suva-Nausori |
| Northern Air                     | Nadi, Suva-Nausori |